# إيمرسون سبنسر
إيمرسون سبنسر (بالإنجليزية: Emerson Spencer)‏ هو منافس ألعاب قوى أمريكي، ولد في 10 أكتوبر 1906 في سان فرانسيسكو في الولايات المتحدة، وتوفي في 15 مايو 1985 في بالو ألتو في الولايات المتحدة.

## وصلات خارجية
- إيمرسون سبنسر على موقع أوليمبيديا (الإنجليزية)